# جمشيد أنور
جمشيد أنور (بالإنجليزية: Jamshed Anwar)‏ هو لاعب كرة قدم باكستاني في مركز الدفاع، ولد في 25 سبتمبر 1984 في فيصل آباد في باكستان. شارك مع منتخب باكستان لكرة القدم. أما مع النوادي، فقد لعب مع WAPDA F.C. ‏.

## وصلات خارجية
- جمشيد أنور على موقع ناشيونال فوتبول تيمز (الإنجليزية)
- جمشيد أنور على موقع GSA (الإنجليزية)